# Michaił Drujan
Michaił Zacharowicz Drujan (ros. Михаи́л Заха́рович Друя́н; ur. 17 października 1911 w Charkowie, zm. 7 lipca 2000 w Moskwie) – radziecki operator filmowy. Zasłużony Pracownik Kultury RFSRR (1975). Legendarny operator Sojuzmultfilmu, który nakręcił ponad 300 zdjęć.

## Życiorys
Od 1932 roku pracował jako asystent operatora w studio „Wojentiechfilm”, brał udział w pracach do animowanych tytułów do filmu Świat się śmieje. W latach 1936–1941 i 1941-1996 operator w studiu Sojuzmultfilm, gdzie nakręcił około 300 animowanych obrazów, z których wiele stało się klasykami radzieckiej animacji. Do najbardziej znanych należą m.in. Bajka o rybaku i rybce (1950), Szkarłatny kwiat (1952), Złota antylopa (1954), Cudowna podróż (1955), Królowa Śniegu (1957), Małysz i Karlson (1968), Niebieski szczeniak (1976), Był sobie pies (1982).
Pochowany na Cmentarzu Dońskim w Moskwie.

## Filmografia
- 1946: Wiosenne melodie
- 1947: Dla ciebie, Moskwo
- 1947: Wesoły ogródek
- 1948: Kim zostanę?
- 1948: Mistrz narciarski
- 1948: Noc noworoczna
- 1949: Koncert Zosi
- 1949: Opowieść starego dębu
- 1949: Pan Wilk
- 1949: Wiosenna bajka
- 1950: Bajka o rybaku i rybce
- 1950: Czarodziejski skarb
- 1950: Gdy na choinkach zapalają się ognie
- 1950: Niedźwiedź Dreptak i jego wnuczek
- 1951: Leśni podróżnicy
- 1951: Na wysokiej górze
- 1952: Kasztanka
- 1952: Szkarłatny kwiat
- 1953: Magiczne zabawki
- 1953: Serce śmiałka
- 1954: Opowieść o polnych kurkach
- 1954: Wszystkie drogi prowadzą do bajki
- 1954: Złota antylopa
- 1955: Choinka
- 1955: Cudowna podróż
- 1955: Niecodzienny mecz
- 1957: Królowa Śniegu
- 1957: W pewnym królestwie
- 1959: Przygody Buratina
- 1960: O wozie, co każde koło miał inne
- 1962: Dwie bajki
- 1963: Żarty
- 1964: Calineczka
- 1964: Kogut i farby
- 1964: Kot wędkarz
- 1965: Pastereczka i kominiarczyk
- 1965: Wowka w Trzydziewiętnym Carstwie
- 1966: O hipopotamie, który bał się szczepień
- 1966: Samyj, samyj, samyj, samyj
- 1967: Szpiegowskie pasje
- 1968: Małysz i Karlson
- 1969: Balerina na łodzi
- 1969: Ja chcę słonia
- 1969: Śnieżynka
- 1970: Błękitny ptak
- 1970: Możemy to zrobić
- 1970: Powrót Karlsona
- 1971: Bez tego obejść się nie można
- 1971: Skrzypce pioniera
- 1971: Kubuś Puchatek idzie w gości
- 1972: Kubuś Puchatek i jego troski
- 1972: Pasikonik
- 1973: Bajka o popie i parobku jego Bałdzie
- 1973: Dziadek do orzechów
- 1973: Śladami muzykantów z Bremy
- 1973: Wyspa
- 1974: Dam Ci gwiazdkę z nieba
- 1974: Jak zając Szaraczek zaprzyjaźnił się ze źródełkiem
- 1974: Worek jabłek
- 1975: Konik Garbusek
- 1975: Żyli sobie Och i Ach
- 1976: Mucha Złotobrzuszka
- 1976: Niebieski szczeniak
- 1977: O trąbce i ptaszku
- 1977: O tym, jak Masza pokłóciła się z poduszką
- 1977: Och i Ach wędrują w świat
- 1977: Poligon
- 1977: Zgubiony pieniążek
- 1978: Masza już nie jest leniuszkiem
- 1978: Mistrz i kibice
- 1978: Myszka Pik
- 1978: Przygody Chomy
- 1979: Jak lisica zająca doganiała
- 1980: Gaduła
- 1980: Sprytna wrona
- 1980-1985: W ostatniej ławce (odc. 2-4)
- 1982: Był sobie pies
- 1982: Czyste źródło
- 1983: Podróż mrówki
- 1983: Zamek kłamców
- 1984: Bajka o carze Sałtanie
- 1986: Zagubiony kogucik